# (29668) Ipf
Pour les articles homonymes, voir Ipf.
(29668) Ipf est un astéroïde de la ceinture principale.

## Description
(29668) Ipf est un astéroïde de la ceinture principale. Il fut découvert le 9 décembre 1998 à l'Observatoire Kleť par Miloš Tichý. Il présente une orbite caractérisée par un demi-grand axe de 2,60 UA, une excentricité de 0,10 et une inclinaison de 3,0° par rapport à l'écliptique.

## Compléments